# Rosa Orzi
Rosa Orzi (Parma, 1706-1783) fue una religiosa católica italiana, fundadora de las Hermanas de San Luis Gonzaga de Parma.

## Biografía
Rosa Orzi nació en Parma (Italia) en 1706 en el seno de una familia pobre. En 1755 dejó su ocupación de camarera para dedicarse a atender a las jóvenes perdidas en el mundo de la prostitución. Fundó un conservatorio para ayudar a las niñas que se encontraban en ese peligro. Se dedicó a la educación cristiana de las niñas que iban llegando al conservatorio y las ejercitaba en los trabajos, que en la época podían desempeñar las mujeres. a los 73 años, viendo que se aproximaba la hora de su muerte, buscó la ayuda de Giuseppe Eugenio Porta, religioso dominico, con el fin de darle continuidad a su obra. De esa manera el conservatorio recibió la aprobación del duque Fernando de Borbón con la condición de que se mantenga siempre laical.
Para poder llevar a cabo el deseo del duque, la condesa Dorotea Vidoni Soresina aconsejó a Orzi de transformar la obra en un seminario de maestras, para que puedan encargarse en un futuro de las niñas que llegaban al conservatorio. Así lo hizo en 1780. Esta obra recibió la ayuda de numerosos benefactores, entre ellos los ya mencionados y la marquesa Vidoni Pallavicino. El 20 de junio de 1780 fundó un nuevo conservatorio en el Trajolo di San Paolo. allí abrieron la primera escuela llamada de San Luis, en honor a San Luis Gonzaga. Rosa Orzi murió en 1783 y fue sepultada en la iglesia de la Santísima Trinidad de Parma. Con el tiempo las maestras de San Luis se convirtieron en congregación religiosa. En 2005 se unieron a las Dominicas de la Beata Imelda.